# Wolfgang Neuss
Hans Wolfgang Otto Neuss, meglio conosciuto come Wolfgang Neuss (Breslau, 3 dicembre 1923 – Berlino, 5 maggio 1989), è stato un attore e cabarettista tedesco. Noto per lo stile anticonformista e sovversivo, è considerato una figura di culto della scena tedesca del dopoguerra.

## Biografia
Nacque a Breslau, oggi Breslavia, Polonia, all'epoca parte della Repubblica di Weimar. Nel 1938 abbandonò la città natale e l'apprendistato in un mattatoio per andare a Berlino con l'obiettivo di diventare un clown. Dopo una serie di lavori occasionali in occasione della seconda guerra mondiale nel 1940 fu prescritto, ma appena mandato sul fronte per essere esonerato dalla battaglia si sparò al dito indice. Nel 1944 fuggì a Copenaghen dove iniziò ad esibirsi come cabarettista.
Dopo la guerra iniziò ad esibirsi in Germania, e nel 1949 fondò una fortunata coppia comica con l'attore Wolfgang Müller, con cui fu attivo in teatro, cabaret e spettacoli radiofonici e con cui incise diversi brani musicali di successo. Dopo alla morte di Müller nel 1960 continuò con successo la sua attività teatrale apparendo anche spesso in televisione, e alla fine degli anni '60 fu vicino alle lotte studentesche. Dopo un periodo di offuscamento professionale, determinato anche dall'arresto per possesso di sostanze stupefacenti, la sua carriera toccò un nuovo apogeo nei primi anni '80.
A partire dagli anni '50 Neuss fu molto richiesto al cinema per ruoli da caratterista; ruoli da protagonista assoluto li ebbe in Wir Kellerkinder (1960), da lui scritto, e Genosse Münchhausen (1962), da lui scritto e diretto. Fu autore e regista di commedie teatrali, e pubblicò numerosi libri.

## Filmografia parziale
- Der Mann, der sich selber sucht, regia di Géza von Cziffra  (1950)
- Berlino polizia criminale, regia di Frantisek Cáp (1952)
- Via senza ritorno, regia di Victor Vicas (1953)
- Der Onkel aus Amerika, regia di Carl Boese  (1953)
- La peste d'oro, regia di John Brahm  (1954)
- Il generale del diavolo, regia di Helmut Käutner (1955)
- Cielo senza stelle, regia di Helmut Käutner (1955)
- I banditi dell'autostrada, Géza von Cziffra  (1955)
- Il capitano di Koepenick, regia di Helmut Käutner (1956)
- Senza di te è notte, regia di Curd Jürgens (1956)
- I diavoli verdi di Montecassino, regia di Harald Reinl (1958)
- Finalmente l'alba, regia di Kurt Hoffmann (1958)
- L'allegra guerra del capitano Pedro, regia di Wolfgang Becker (1959)
- Rosen für den Staatsanwalt, regia di Wolfgang Staudte (1959)
- Wir Kellerkinder, regia di Wolfgang Bellenbaum (1960)
- Genosse Münchhausen (1962), anche regia
- Die endlose Nacht, regia di Will Tremper (1963)
- Die Tote von Beverly Hills, regia di Michael Pfleghar (1964)
- Sinfonia per due spie, regia di Michael Pfleghar (1965)
- Chapeau claque, regia di Ulrich Schamoni (1974)
- Is' was, Kanzler, regia di Gerhard Schmidt (1984)